# Risa Nishioka
Risa Nishioka (西岡 里紗, Nishioka Risa), née le 3 mars 1997 à Ikoma, est une joueuse japonaise de basket-ball.

## Biographie
Avec les sélections nationales de jeunes, Risa Nishioka est médaillée d'argent du Championnat d'Asie féminin de basket-ball des moins de 16 ans 2013 et du Championnat d'Asie féminin de basket-ball des moins de 18 ans 2014 (en) et vainqueur de la Coupe du monde de basket-ball à trois en 2019.
Avec l'équipe japonaise de basket-ball à trois, elle termine troisième de la Coupe d'Asie de basket-ball à trois 2019 (en) et dispute les Jeux olympiques de Tokyo.